# A Case at Law
A Case at Law er en amerikansk stumfilm fra 1917 af Arthur Rosson.

## Medvirkende
- Richard Rosson som Jimmy Baggs
- Pauline Curley som Mayme Saunders
- Riley Hatch som Dr. Saunders
- John T. Dillon
- Eddie Sturgis